# جرائم المحمودية
جرائم المحمودية هي جرائم وقعت في 12 مارس 2006 في منزل جنوب غرب اليوسفية وهي قرية تقع غرب بلدة المحمودية جنوبي بغداد، العراق.

## الجريمة
خطط ستيف غرين وثلاثة جنود آخرون وهم: بول كورتيز، جيسي سبيلمان، جيمس باركر ثم بريان هوارد، من القوات الأمريكية في العراق، لارتكاب الجريمة أثناء شرب الويسكي ولعب الورق عند نقطة تفتيش حيث كانوا موجودين. دخلوا إلى منزل فتاة عراقية تدعى عبير قاسم حمزة الجنابي قرب المحمودية الواقعة على مسافة 30 كيلومترا جنوب بغداد، بينما كان ثلاثة جنود اميركيين يتناوبون على اغتصاب العراقية عبير الجنابي البالغة من العمر 14 عاما، اقتاد غرين والديها وشقيقتها التي تبلغ من العمر حوالي الست سنوات إلى غرفة مجاورة وقام بقتلهم جميعا. وبعد ذلك عاد ليغتصب الفتاة وقتلها. وكانوا قد قاموا بالتنكر وتبديل ملابسهم قبل ارتكاب الجريمة لإبعاد الشبهات عنهم والإيحاء بأن متمردين ارتكبوا الجريمة، وقاموا بعد ذلك بإحراق جثة الفتاة وملابسها في محاولة لمحو آثار الجريمة. وقام الجنود باحراق المنزل والجثث.

## صدى الجريمة
روعت هذه الجريمة العراقيين كما اعتبرت واحدة من عدة أحداث تورط فيها أعضاء في الجيش الأمريكي في العراق، حيث اتهم 5 جنود من الجيش الأمريكي تابعين للفرقة 101 المنقولة جوا، بقتل ثلاثة أفراد، ثم اغتصاب الفرد الرابع وهي الطفلة عبير الجنابي والتي تبلغ من العمر 14 عاما اغتصابا جماعيا وقتلها بعد الجريمة.
كما قاموا بحرق الجثث وإحراق المنزل في محاولة منهم لإخفاء تورطهم فيها.
كان الجيش الأمريكي قد اتهم بداية مسلحين عراقيين بارتكاب الجريمة، إلا أن الحقائق ظهرت بعد خطف من قبل الجماعات الجهادية أفرادا في الوحدة العسكرية التي ينتمي إليها كورتيز، وليقوم المسلحون بعدها بقطع رؤوسهم انتقاما لعبير وأسرتها. عندما كشفت تفاصيل الجريمة بعد مرور شهور على وقوعها، ثارت عاصفة من الغضب على الصعيد العالمي، وأدت إلى قتل عدة جنود أمريكيين على يد المسلحين انتقاما لاغتصاب وقتل عبير وعائلتها.

## المحاكمة
اتهم القضاء الأمريكي كلا من باول كورتيز، جيمس باركر، جيسي سبيلمان، برايان هاوارد وستيف غرين (والذين تم تسريحه من الجيش قبل توجيه الاتهام لهم) بالتآمر والتخطيط وتنفيذ جريمة اغتصاب جماعي لطفلة عراقية وهي عبير قاسم حمزة والتي كانت تبلغ من العمر 14 عاما وقتلها، وذلك بعد قتل أسرتها وهم أمها فخرية طه محسن (34 عاما)، أبيها قاسم حمزة رحيم (45 عاما)، الشقيقة الصغرى هديل (5 سنوات).
وفي 2007 وجه القضاء العسكري عدة تهم إلى المتهمين منها القتل العمد والتآمر بغرض القتل وعرقلة سير العدالة والاعتداء الجنسي على طفلة.
فقد حكمت المحكمة على جيمس باركر بالسجن لمدة 90 عاما، وذلك بعد اعترافه في نوفمبر 2006 بارتكابه الجريمة تجنبا لحكم الإعدام.
كما حكمت محكمة عسكرية في معسكر فورت كامبل بولاية كنتاكي على المجند بول كورتيز، بالسجن لمدة 100 عام لمشاركته في الجريمة، حيث اعترف الجرائم تجنبا لعقوبة الإعدام، كما حكم عليه بالطرد من الجيش، في حين لن يتمكن من طلب العفو قبل مرور عشرة أعوام في السجن.
وقضت محكمة في ولاية كنتاكي في أغسطس 2007 على الجندي جيسي سبيلمان بالسجن لمدة 110 عاما بعد ادانته بالاشتراك في الجريمة، حيث صدر الحكم بعد اعتراف المتهم واتفاق بين الادعاء العام ومحامي سبيلمان يحدد فترة السجن التي سيقضيها بغض النظر عن توصية هيئة المحلفين، كما أنه سيكون مؤهلا للخروج «بعفو مشروط من السجن» بعد قضاء عشر سنوات.
كما حكمت المحكمة في مارس 2007 على براين هاورد بالسجن لفترة 27 شهرا بتهمة إعاقة سير العدالة، واعتباره مشاركا في الجريمة كونه استمع إلى حوارات المجرمين الآخرين حول الجريمة وقام بالتغطية عليهم والكذب بعد اكتشافها، إلا أنه لم يشارك في الاغتصاب أو القتل.
أما العريف السابق في الجيش الأمريكي ستيفن غرين فقد انطلقت محاكمته في 27 أبريل 2009 أمام محكمة فيدرالية في ولاية كنتاكي حيث دفع المتهم بكونه «غير مذنب».
ويواجه المتهم 17 اتهاما بينها القتل والاغتصاب وتعطيل سير العدالة.
وفي أثناء شرحه لمدى بشاعة تفاصيل الجريمة، قال المدعي الاتحادي برايان سكاريت: «..من يمكن أن يفعل هذه الأشياء.. لم يفعلها متمردون أو إرهابيون انما فعلها هذا الرجل ستيفن جرين.» وفي 7 مايو 2009 أدانت هيئة المحلفين في المحكمة بولاية كنتاكي ستيفن غرين باغتصاب الفتاة عبير الجنابي وقتلها وأسرتها، ليواجه حكم الإعدام على تلك الجرائم.
في 4 سبتمبر 2009 أصدرت محكمة أميركية في مدينة بادوكا بولاية كنتاكي حكما بالسجن المؤبد خمس مرات في حق الجندي الأميركي ستيف غرين.

## فيلم
في العام 2007 قام المخرج الأمريكي برايان دي بالما بكتابة وإخراج فيلم دراما حمل عنوان Redacted «ريداكتد» أو «أفعال محظورة» جسد فيه واقعة جريمة المحمودية.